# Folketingsvalget 1932
Folketingsvalget den 16. november 1932. Danmarks Kommunistiske Parti bliver for første gang repræsenteret i Folketinget. DNSAP stiller også op, men får et elendigt resultat.
| Partier                      | Partiformand            | Stemmer                                  | Pct. af stemmetal                        | Mandater                                 | +/-                                      |                                          |
| ---------------------------- | ----------------------- | ---------------------------------------- | ---------------------------------------- | ---------------------------------------- | ---------------------------------------- | ---------------------------------------- |
| Socialdemokratiet            | Thorvald Stauning       | 660.839                                  | 42,72%                                   | 62                                       | +1                                       |                                          |
| Venstre                      | Thomas Madsen-Mygdal    | 381.862                                  | 24,68%                                   | 38                                       | -5                                       |                                          |
| Det Konservative Folkeparti  | John Christmas Møller   | 289.531                                  | 18,71%                                   | 27                                       | +3                                       |                                          |
| Det Radikale Venstre         | Peter Munch             | 145.221                                  | 9,39%                                    | 14                                       | -2                                       |                                          |
| Retsforbundet                | Axel Dam                | 41.238                                   | 2,67%                                    | 4                                        | +1                                       |                                          |
| Danmarks Kommunistiske Parti | Aksel Larsen            | 17.179                                   | 1,11%                                    | 2                                        | +2                                       |                                          |
| Slesvigsk Parti              | Johannes Schmidt-Vodder | 9.868                                    | 0,64%                                    | 1                                        | -                                        |                                          |
| DNSAP                        | Cay Lembke              | 1.028                                    | 0,07%                                    | 0                                        | Nyt Parti                                |                                          |
| Udenfor Partier              |                         | 316                                      | 0,02%                                    | 0                                        |                                          |                                          |
| Valgdeltagelse               | Valgdeltagelse          | 81,30%                                   | 81,30%                                   | 81,30%                                   | 81,30%                                   | 81,30%                                   |
| Kilde                        | Kilde                   | Hvem Hvad Hvor 1936 Danmarkshistorien.dk | Hvem Hvad Hvor 1936 Danmarkshistorien.dk | Hvem Hvad Hvor 1936 Danmarkshistorien.dk | Hvem Hvad Hvor 1936 Danmarkshistorien.dk | Hvem Hvad Hvor 1936 Danmarkshistorien.dk |

(+/-) – Forskellen i antal pladser i Folketinget i forhold til fordelingen ved forrige valg.